# Buchneria fayalensis
Buchneria fayalensis är en mossdjursart som först beskrevs av Campbell Easter Waters 1888.  Buchneria fayalensis ingår i släktet Buchneria och familjen Lepraliellidae. Inga underarter finns listade i Catalogue of Life.